# 達爾斯努滕峰
72°36′S 3°11′W / 72.600°S 3.183°W
達爾斯努滕峰，是南極洲的山峰，位於毛德皇后地的瑪塔公主海岸，處於約庫爾斯卡韋特嶺以北的博格地塊，挪威製圖師根據測量和拍攝的空中照片繪入地圖，現時由南極條約體系管理。